# 亨利·尼科隆·德阿贝伊
亨利·罗伯特·尼科隆·德·阿巴耶斯 （Henry Nicollon des Abbayes，1898年7月15日—1974年5月21日），法国植物学家、地衣学家。他是雷恩大学植物学系主任，是研究英国及爱尔兰区系内维管植物的专家。